# طوني فليتشير
طوني فليتشير (بالإنجليزية: Tony Fletcher)‏ هو سياسي أسترالي، ولد في 27 أكتوبر 1934 في هوبارت في أستراليا. انتخب عضو المجلس التشريعي التاسماني ‏ عن دائرة مورشيسون ‏ (28 أغسطس 1999 – 7 مايو 2005) وانتخب عضو المجلس التشريعي التاسماني ‏ عن دائرة راسل ‏ (23 مايو 1981 – 28 أغسطس 1999).